# Едвард Лір
Едвард Лір (англ. Edward Lear; нар. 12 травня 1812, Голловей, Англія — пом. 29 січня 1888, Санремо, Італія) — англійський художник та поет, відомий як автор абсурдистських лімериків.

## Літературна творчість
У 1846 році Едвард Лір анонімно видав свою першу книгу, яка мала назву «Книга нісенітниць» (англ. «A Book of Nonsense»). Книга здобула успіх серед читацького загалу та отримала кілька перевидань. У 1871 році вийшла наступна книга Ліра, яку він назвав «Безглузді пісні, оповідання, ботаніка й абетки» (англ. «Nonsense Songs, Stories, Botany and Alphabets»). У 1872 році Едвард Лір видав книгу «Ще нісенітниці» (англ. «More Nonsense»). Остання книга Едварда Ліра — «Смішні вірші» (англ. «Laughable Lyrics») вийшла друком у 1877 році. 

## Твори Ліра українською мовою
- Едвард Лір. Небилиці: вірші та малюнки: пер. з англ., вступ. ст. О. Мокровольського. — Київ: Веселка, 1980. — 79 с.
- Едвард Лір. Казка з мораллю; Історія семи родин з озера Тьхутарань / З англ. пер. Володимир Озолінь // Журнал «Всесвіт» 1989. — № 6.